# De pallio
Il De pallio (dal latino: "Sul pallio") è un'opera in cui lo scrittore Tertulliano si difende dalle accuse degli abitanti di Cartagine che gli rimproveravano di preferire il mantello del filosofo alla toga. A differenza di altre sue opere prevalentemente catechetiche, l'autore sviluppa qui una ricchezza di letture intorno al motivo del mantello.

## Contenuto
L'opera è composta da sei capitoli, ognuno dei quali è suddiviso in piccole sezioni su argomenti diversi. I primi tre capitoli trattano i cambiamenti della geografia (I), della natura e della storia (II) e della biologia (III). Nel capitolo II,4, la Palestina è paragonata alla fine dell'empietà di Sodoma e Gomorra, (unici luoghi citati della Bibbia) che seguirono le sorti catastrofiche di Atlantide (con riferimenti a Platone, Plinio il Vecchio, Virgilio, Ovidio e altri):
(tertullian.org)
Il capitolo IV affronta il tema del "cambiamento degli esseri umani mediante il mutamento degli abiti", in linea con il motivo dello scritto. Presenta l'eroe greco Achille nelle vesti meno eroiche di una donna (IV,2)[3]) e polemizza così contro il mondo dominante della cultura greco-romana nella letteratura e nel mito.  Regola poi i conti con i filosofi (IV,7). Fornisce solo aneddoti divertenti sui tre importanti filosofi greci: Diogene, Platone ed Empedocle contro il quale lancia invettive.
Nel capitolo V, Tertulliano dà la parola al pallio stesso. Respinge la pretesa della toga di vivere per la patria e l'impero, elencando numerosi casi di avidità, eccesso di lusso e atti criminali commessi da noti e rispettati portatori di toga (tra cui Cicerone, Ortensio, Marco Antonio). Infine, Tertulliano riprende la parola nell'ultimo capitolo e loda il pallio come abbigliamento dei cristiani, dopoché il cristianesimo non era stato menzionato nell'intera opera.

## Datazione
Il passo del testo presente in II, 7 (latino: deo tot Augustis in unum favente; italiano: favorito da Dio mediante tanti Augusti contemporaneamente) è essenziale per la datazione dello scritto. Tuttavia, è interpretato in modo diverso dai commentatori. La datazione precoce è a favore della prima opera di un uomo appena convertito al cristianesimo, una presentazione giocosa dell'alfabetizzazione antica. La datazione tardiva dà maggior peso all'opera come espressione del confronto di un uomo più anziano con il mondo antico in cui era nato e del suo allontanamento da esso.

## Lingua e stile
Dal punto di vista linguistico, il testo è unico nel suo genere all'interno della letteratura cristiana; vocabolario e sintassi presentano notevoli somiglianze con la poesia di Apuleio, contemporaneo di Tertulliano, in particolare con le raccolte dei suoi Florida. Gösta Säflund ha anche sottolineato la struttura ritmica del testo dal punto di vista tipografico data dalla presenza di colon (V, 4).
nulla praetoria observo;
canales non odoro,
cancellos non adoro...
Le allitterazioni e altri espedienti linguistici vengono così enfatizzati. Tertulliano sviluppò la lingua latina creando nuove parole e modificando le strutture grammaticali.

## Importanza ed eredità
Questa opera minore di Tertulliano non fu menzionata dai Padri della Chiesa nei secoli successivi né durante il Medioevo. Tuttavia, sono sopravvissuti diversi manoscritti. La prima edizione a stampa fu pubblicata da Beato Renano nel 1521. K. A. Heinr. Kellner pubblicò una traduzione tedesca commentata nel 1912.

## Edizioni e traduzioni
- Carl Adolph Heinrich Kellner: Tertullians private und katechetische Schriften. Kösel, Kempten/München 1912 (online in der Bibliothek der Kirchenväter, 1. Reihe, Band 7).
- Gösta Säflund: De pallio und die stilistische Entwicklung Tertullians. Gleerup, Lund 1955.